# Waruga
Waruga (Scopus umbretta) – gatunek dużego ptaka z rodziny warug (Scopidae), której jest jedynym przedstawicielem. Występuje w Afryce Subsaharyjskiej, na Madagaskarze i w południowo-zachodniej części Półwyspu Arabskiego. Niezagrożona wyginięciem.

## Systematyka
Gatunek po raz pierwszy opisany przez J. F. Gmelina w 1789 roku pod obecną nazwą. Jako lokalizację holotypu autor wskazał Senegal. Populację z Madagaskaru czasami uznaje się za odrębny podgatunek bannermani. Wyróżniono dwa podgatunki:
- S. u. umbretta J. F. Gmelin, 1789 – Afryka Subsaharyjska, Madagaskar, południowo-zachodnia część Półwyspu Arabskiego,
- S. u. minor Bates, 1931 – wybrzeża zachodniej Afryki od Sierra Leone do wschodniej Nigerii.

## Morfologia
Średniej wielkości ptak o kasztanowym ubarwieniu. Długość ciała 55–60 cm, rozpiętość skrzydeł 90–95 cm, masa ciała 400–470 g. Upierzenie w całości jednolicie brązowe, z fioletowym połyskiem na grzbiecie. Ogon krótki, skrzydła stosunkowo duże, szerokie i zaokrąglone. Charakterystyczny czub na karku. Czarne nogi, palce u nasady spięte są błoną; nie jest jasne przeznaczenie tej cechy. Dziób duży, spłaszczony, na końcu ma mały hak. Burowie nazywali warugi „młotogłowami” (Hammerhead lub Hamerkop), ze względu na profil głowy.

## Występowanie
Waruga występuje w Afryce (głównie subsaharyjskiej), na małym fragmencie Półwyspu Arabskiego i na Madagaskarze. Żyje na mokradłach, ale i w innych środowiskach, jak sawanna, nasadzenia drzew, małe stawy, brzegi rowów, estuaria, brzegi rzek i wiele innych obszarów, jeśli występuje na nich woda. Jest to gatunek osiadły, choć niektóre osobniki wędrują do zwykle wyschniętych kałuż i kanałów, gdy w porze deszczowej napełnią się wodą.

## Zachowanie
Waruga żywi się wszelkimi wodnymi zwierzętami. Główną część pożywienia stanowią dorosłe osobniki i kijanki przedstawicieli rodzaju Xenopus, także w przypadku piskląt. Prócz tego ptak żywi się rybami, owadami, skorupiakami i innymi bezkręgowcami. Żeruje samotnie lub w parach, brodząc w płytkiej wodzie, stojąc na lądzie lub spacerując w pobliżu wody. 
Pojedyncze warugi milczą. W grupie odzywają się różnymi trzeszczącymi dźwiękami, a w locie ostrymi krzykami. Dzięki zaokrąglonym skrzydłom warugi z łatwością kołują. Wtedy też wyciągają głowę do przodu, ale w locie aktywnym głowa jest wciągnięta. Spłoszona waruga odlatuje jedynie na krótki dystans.

## Lęgi
W większej części areału warugi gniazdują cały rok. Gniazdo zwykle mieści się w rozgałęzieniu pnia drzewa (np. Khaya senegalensis) nad wodą, ale w przypadku niedostępności drzew ptaki budują je na murze, brzegu, urwisku, a niekiedy na ziemi. W budowie trwającej 6 tygodni uczestniczą zarówno samiec, jak i samica. Gniazdo jest niezwykle duże w porównaniu do warugi: osiąga średnicę 2 m. Jest największą zamkniętą konstrukcją w świecie ptaków i może wytrzymać ciężar stojącego nań dorosłego człowieka. Zbudowane jest z patyków, traw i mułu. Posiada boczne wejścia, mające zmylić potencjalnego drapieżnika. Właściwą komorę poprzedza tunel długości około 60 cm.
Zwykle po kilku miesiącach ptaki opuszczają gniazdo i budują nowe w innym miejscu. W okolicy gniazda ptaki angażują się w grupowe ceremonie, w których uczestniczy do 10 ptaków. Wtedy też biegają one wokół siebie, unoszą czuby, trzepocą skrzydłami i głośno się odzywają. Wtedy też na szczycie gniazda, gałęzi lub ziemi, mają miejsce fałszywe kopulacje, kiedy ptaki wspinają się na siebie, jednak nie dochodzi do spółkowania. Na górze mogą być zarówno samiec, jak i samica, niekoniecznie stali partnerzy. Prawdziwa kopulacja odbywa się w pobliżu gniazda, a para ptaków zachowuje się podobnie, jak w przypadku grupowych zgromadzeń.

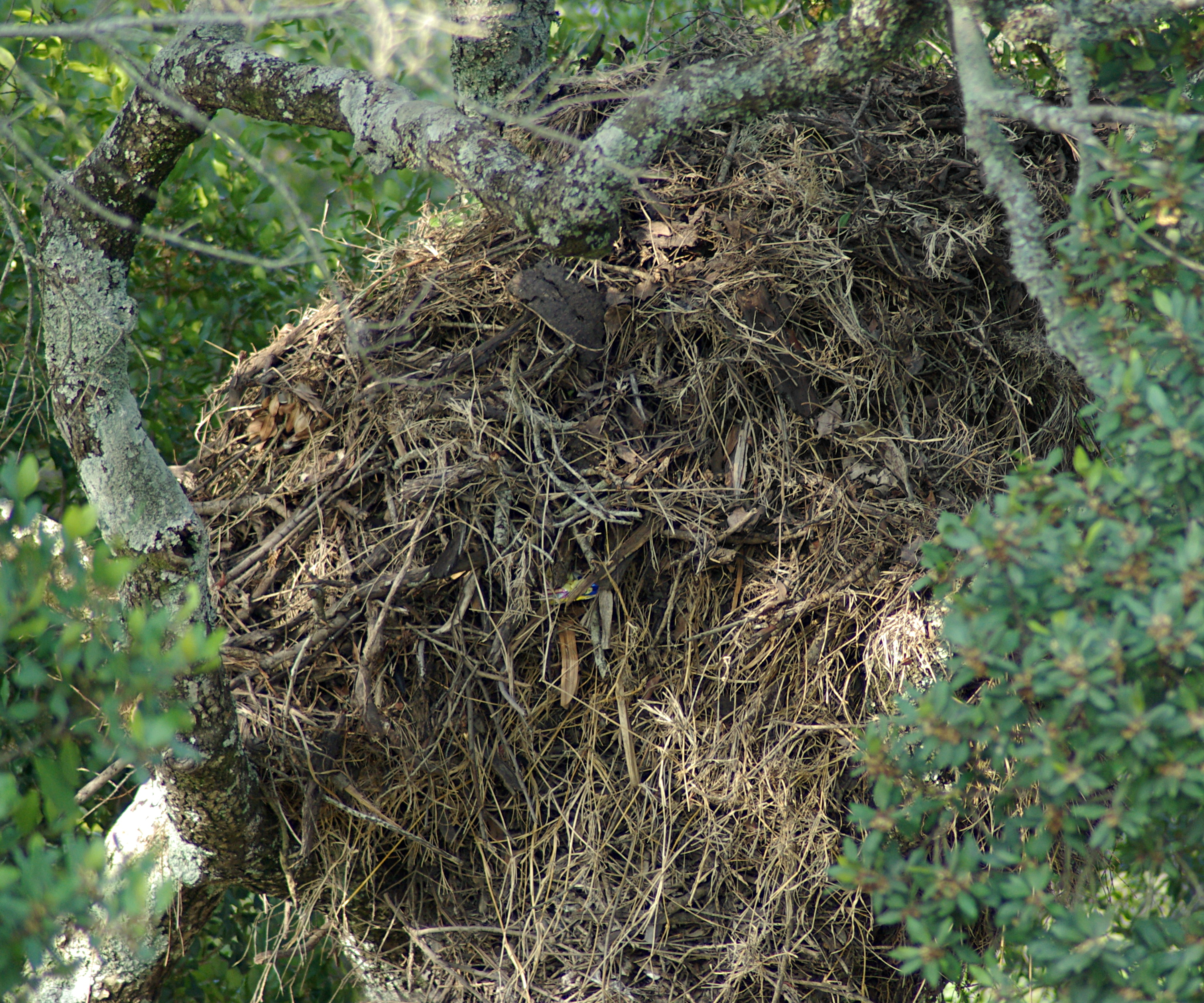
Gniazdo warugi

W zniesieniu 3–7 jaj. W momencie złożenia są białe, jednak szybko pokrywają się plamami. Wysiadują je oba ptaki z pary przez 28–30 dni. Młode klują się pokryte szarym puchem, lecz szybko porastają piórami i po 17 dniach mają kompletne upierzenie głowy, zaś po miesiącu reszty ciała. W gnieździe pozostają 44–50 dni. Ze względu na grube ścianki gniazda młode mogą długi czas zostać bez opieki.

## Status zagrożenia
Przez IUCN gatunek klasyfikowany jest jako najmniejszej troski (LC, Least Concern) nieprzerwanie od 1988 roku. BirdLife International uznaje trend liczebności populacji za stabilny. Waruga ma bardzo duży zasięg występowania, szacowany na 19,9 mln km², oraz szeroki zakres środowisk, które może zasiedlać. Nie jest brana pod uwagę przy wyznaczaniu ostoi ptaków IBA.